# Real Live
| 전문가 평가      | 전문가 평가 |
| 평가 점수        | 평가 점수   |
| 출처             | 점수        |
| ---------------- | ----------- |
| Allmusic         | [ 1 ]       |
| Robert Christgau | B           |
| Rolling Stone    | [ 3 ]       |

《Real Live》는 미국의 싱어송라이터 밥 딜런의 라이브 음반으로 1984년 11월 29일 컬럼비아 레코드가 발매했다. 1984년 유럽 투어 당시 녹음된 이 음반은 7월 7일 웸블리 스타디움에서 대부분 녹음됐지만, 7월 5일 뉴캐슬 세인트 제임스 파크에서 나온 〈License to Kill〉과 〈Tombstone Blues〉가, 7월 8일 아일랜드 슬레인 캐슬에서 〈I and I〉와 〈Girl from the North Country〉가 녹음됐다.

## 배경
글린 존스가 프로듀싱한 이 작품은 리드 기타에 믹 테일러(전 롤링 스톤스), 키보드에는 이안 맥러간(전 페이시스)이, 카를로스 산타나의 게스트 참여했다. 《Real Live》에서의 공연은 그의 성공적인 《Infidels》 음반을 응원하기 위해 녹음되었다.

## 곡 목록
모든 곡들은 밥 딜런에 의해 작사/작곡하였다.
| #  | 제목                     | 재생 시간 |
| -- | ------------------------ | --------- |
| 1. | 〈Highway 61 Revisited〉 | 5:07      |
| 2. | 〈Maggie's Farm〉        | 4:54      |
| 3. | 〈I and I〉              | 6:00      |
| 4. | 〈License to Kill〉      | 3:26      |
| 5. | 〈It Ain't Me Babe〉     | 5:17      |

| #  | 제목                            | 재생 시간 |
| -- | ------------------------------- | --------- |
| 1. | 〈Tangled Up in Blue〉          | 6:54      |
| 2. | 〈Masters of War〉              | 6:35      |
| 3. | 〈Ballad of a Thin Man〉        | 4:17      |
| 4. | 〈Girl from the North Country〉 | 4:25      |
| 5. | 〈Tombstone Blues〉             | 4:32      |